# شییوووا
شییوووا (به صربی: Šljivova) یک منطقهٔ مسکونی در صربستان است که در کروپانگ واقع شده‌است. شییوووا ۸۴۹ نفر جمعیت دارد.